# Volo Lauda Air 004
Il volo Lauda Air 004 era un volo tra Hong Kong e Vienna con scalo a Bangkok. Il 26 maggio 1991, il Boeing 767 che operava il volo, si è schiantato al suolo, dopo che l'inversore di spinta del motore sinistro si attivò in volo. Tutti i 213 passeggeri e i 10 membri dell'equipaggio morirono all'impatto.

## Il velivolo
Il velivolo era un Boeing 767-3Z9ER con numero di registrazione OE-LAV e numero di serie 24628 consegnato alla Lauda Air il 16 ottobre 1989, motorizzato con due Pratt and Whitney 4060; il motore di sinistra (numero di serie P724134) venne installato il 3 ottobre 1990 ed aveva 2 904 ore di volo e 456 cicli; il motore di destra (numero di serie P724130) venne installato per la prima volta il 15 settembre 1989 ed aveva 7 444 ore di volo e 1 133 cicli. Al momento dell'incidente il velivolo aveva all'attivo 7 444 ore di volo e 1 133 cicli. All'aereo fu dato il nome Mozart.

## Il volo
Alle ore 23:02 del 26 maggio 1991 il volo 004 della Lauda Air decollò regolarmente da Bangkok con destinazione Vienna. Ai comandi dell'aereo c'erano il comandante Thomas J. Welch e il primo ufficiale Josef Thurner.
Il volo procedette tranquillo per i primi 6 minuti dopo l'inizio della corsa di decollo, quando alle 23:08 dalle registrazioni del Cockpit Voice Recorder (CVR) si sentì il suono della comparsa di un avviso in cabina riguardante il sistema che controlla gli inversori di spinta "L REV ISLN VAL" (errore valvola di isolamento dell'inversore di spinta sinistro). L'equipaggio si confrontò per circa quattro minuti consultando anche il manuale di rapida consultazione (Quick Reference Handbook) per valutare eventuali azioni da intraprendere. Nessuna azione era però richiesta per la comparsa della spia e l'equipaggio ignorò l'avviso. Alle 23:12 il copilota avvisò il comandante che era necessario inserire un po' di trim del timone di direzione.
Alle 23:17 dalle registrazioni del CVR si sente il copilota affermare: "Oh, reverser's deployed" facendo evidente riferimento all'attivazione dell'inversore di spinta di un motore. Contemporaneamente all'affermazione del copilota si sente un cambiamento del rumore dell'aria.
Ventinove secondi dopo il CVR smette di registrare.

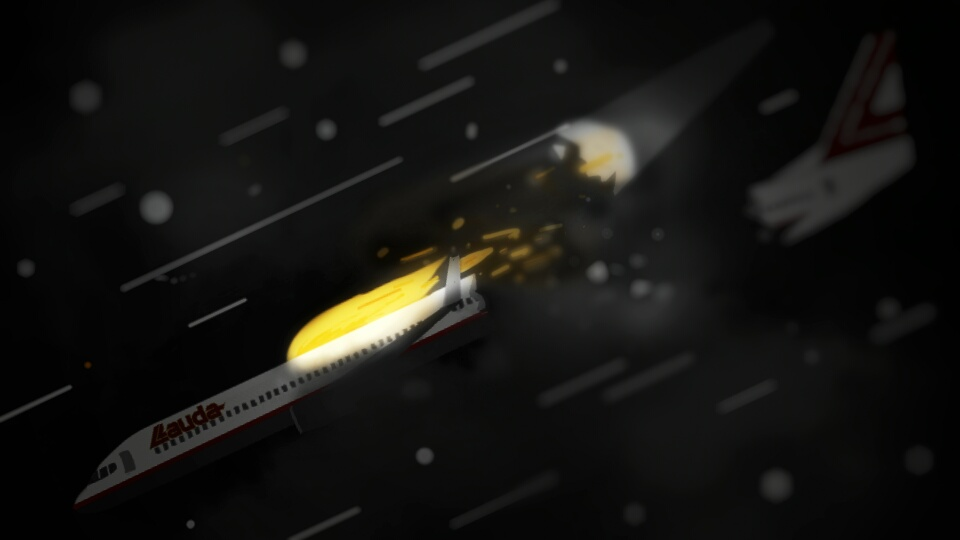
Una ricostruzione grafica del momento dell'incidente

## I passeggeri
Tra i passeggeri e l'equipaggio c'erano 83 austriaci: 74 passeggeri e nove membri dell'equipaggio. Altre nazionalità includevano 52 residenti di Hong Kong, 39 tailandesi, 10 italiani, sette svizzeri, sei cinesi, quattro tedeschi, tre portoghesi, tre taiwanesi, tre jugoslavi, due ungheresi, due filippini, due britannici, tre americani (due passeggeri e il capitano), un australiano, un brasiliano, un polacco e un turco.

## Il recupero
Le squadre di soccorso volontarie e gli abitanti dei villaggi locali hanno saccheggiato i rottami, portando via dispositivi elettronici e gioielli, quindi i parenti non sono stati in grado di recuperare gli effetti personali. I corpi furono portati in un ospedale di Bangkok, ma il deposito non era refrigerato e i corpi si decomposero. Esperti dentistici e forensi hanno lavorato per identificare i corpi, ma 27 non sono mai stati identificati.
Circolava la speculazione che una bomba potesse aver distrutto l'aereo, poiché alcuni testimoni oculari avevano riferito di aver visto una grande palla di fuoco circondare l'aereo, risultato della disintegrazione dell'ala destra durante l'immersione. Tuttavia, si riteneva improbabile un movente terroristico, poiché l'Austria era politicamente neutrale con la reputazione di evitare conflitti internazionali come la recente Guerra del Golfo.

## L'inchiesta

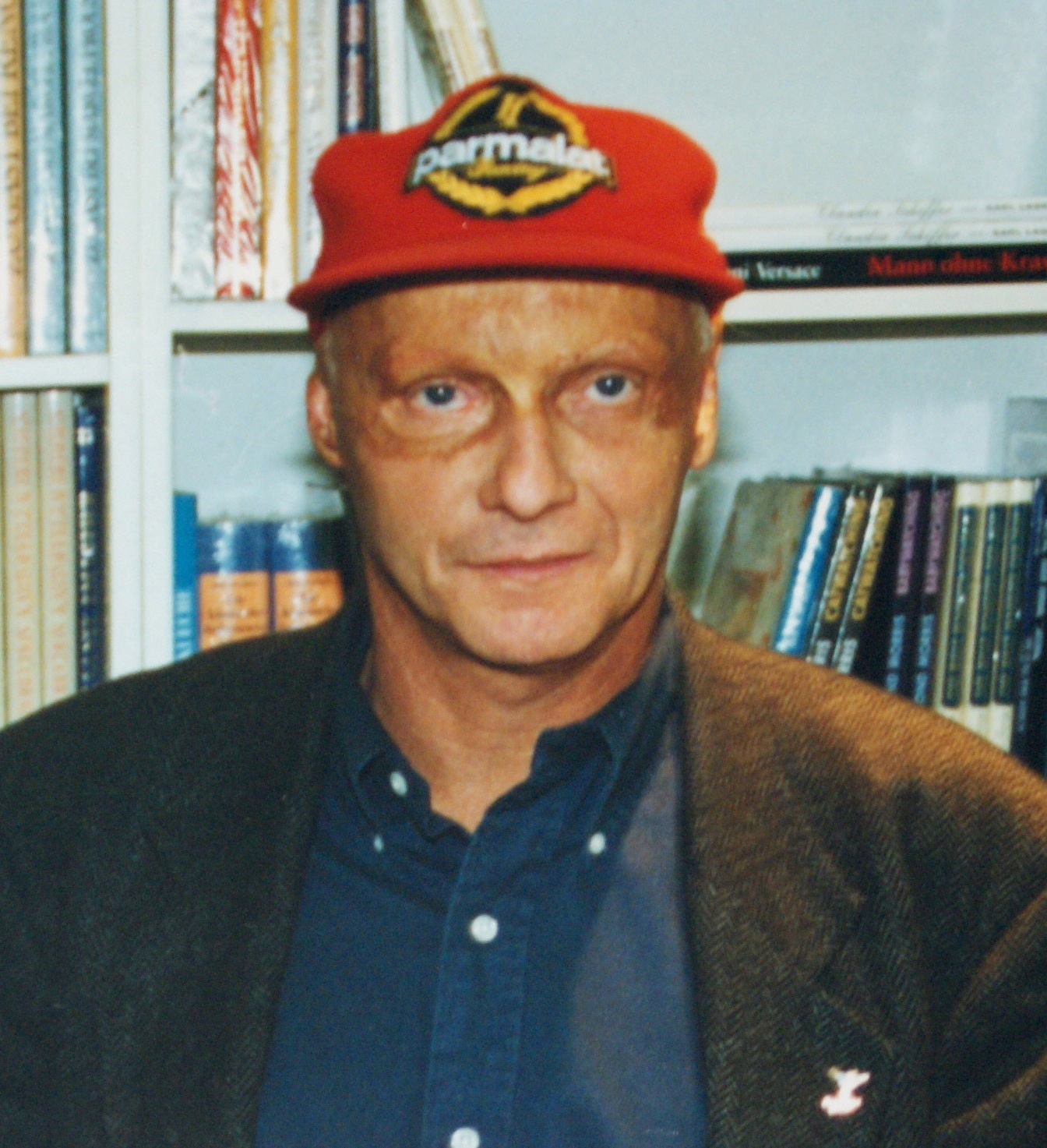
Niki Lauda si è recato in Thailandia per assistere nelle indagini.

Subito dopo l'incidente, venne istituita un'inchiesta da parte dell'indonesiana AAIC (Aircraft Accident Investigation Commitee) per accertare le cause dell'incidente. Le scatole nere vennero recuperate e inviate all'agenzia americana NTSB per essere analizzate sotto la supervisione dell'AAIC. Il DFDR (Digital Flight Data Recorder) risultò inutilizzabile dall'elevata temperatura sviluppata nell'incidente. Dal CVR (Cockpit Voice Recorder) invece, seppur danneggiato, gli investigatori riuscirono a estrarre dati sufficienti a fornire una prima ricostruzione dell'accaduto. Dalla disposizione dei rottami e dall'analisi degli stessi la Commissione determinò che, prima dell'impatto del velivolo contro il terreno, a causa dell'alta velocità raggiunta, il timone di profondità si staccò dalla fusoliera. Il motore di sinistra venne ritrovato con l'inversore di spinta attivato.
I dati estratti dalla memoria non volatile dell'EEC (Engine Electronic Control) montato sul motore di sinistra riportano che al momento dell'attivazione dell'inversore di spinta il velivolo si trovava ad una altitudine di 24 700 piedi (7 500 m) e una velocità di Mach 0,78 (955,53 km/h; 515,947 kn).
Le indagini si focalizzarono allora sul motore di sinistra e con particolare attenzione sul sistema dell'inversore di spinta. I componenti vennero inviati alla Boeing per essere analizzati, ma non venne rilevata nessuna anomalia. Le indagini appurarono inoltre che presso i registri manutentivi della compagnia Lauda Air dal 14 agosto del 1990 erano presenti 13 segnalazioni di anomalie inerenti sempre il motore sinistro. Dieci di questi eventi, registrati prima del 28 gennaio 1991, vennero risolti sostituendo vari componenti del sistema. L'ultima azione dalla Compagnia per risolvere il problema venne intrapresa il 25 maggio 1991 a Vienna, quando il sistema dell'inversore di spinta venne sostituito. La Lauda Air seguì le linee guida della Boeing senza risolvere il problema continuando a utilizzare l'aeroplano con la sua normale attività operativa. L'ultima ispezione visiva ai cablaggi relativa a una procedura di risoluzione dei guasti risale al 26 marzo 1991. La Boeing non venne mai informata della presenza del guasto.
Al termine di ulteriori test e simulazioni, la commissione di inchiesta dopo mesi non riuscì a stabilire in modo definitivo perché durante il volo l'inversore di spinta del motore sinistro si fosse attivato. L'unica causa ipotizzata fu quella di un momentaneo guasto all'impianto elettrico che abbia provocato l'apertura della valvola di isolamento idraulico (HIV) dell'inversore di spinta, aggirando le protezioni basate sui rilevamenti elettrici della posizione a terra dell'aeromobile, anche se, sui pezzi recuperati dal relitto del velivolo, non sembrano essere presenti anomalie. Va però detto che un componente chiave del sistema degli inversori, la valvola di controllo direzionale (DCV) era stata restituita dietro ricompensa nove mesi dopo l'incidente, da persone estranee che si erano appropriate dei pezzi ritrovati sul luogo dell'incidente, e l'avevano manomessa smontandola e poi rimontandola.
Fu appurato che a causa dell'inserimento dell'inversore di spinta sinistro, la perdita di portanza dell'ala sinistra portò un picco di rollio a sinistra di circa 28 gradi al secondo in 4 secondi causando il ribaltamento dell'aereo, la picchiata ad elevata velocità e la distruzione durante la caduta a causa delle imponenti forze aerodinamiche. L'aereo impattò al suolo senza la deriva, lo stabilizzatore orizzontale, le ali e con parte del cono di coda tranciato.
La causa finale venne quindi attribuita alla perdita di controllo del velivolo da parte dell'equipaggio per l'improvvisa e non intenzionale attivazione in volo dell'inversore di spinta del motore di sinistra, per motivi non chiariti.
Quando le prove iniziarono a implicare gli inversori di spinta come causa dell'incidente, Lauda condusse voli di test all'interno dei simulatori all'Aeroporto di Gatwick che sembravano dimostrare che il dispiegamento di un inversore di spinta in volo fosse una condizione critica per la sopravvivenza. Lauda ha detto che l'inversore di spinta non poteva essere l'unica causa dell'incidente. Tuttavia, il rapporto sull'incidente afferma che "i simulatori di addestramento dell'equipaggio di volo hanno prodotto risultati errati"  e che il recupero dalla perdita di portanza dovuta all'attivazione dell'inversore "era incontrollabile per un equipaggio di volo impreparato".

### Test precedenti sugli inversori di spinta
Quando la Federal Aviation Administration (FAA) degli Stati Uniti chiese alla Boeing di testare l'attivazione di un inversore di spinta in volo, le permise di ideare e condurre i test come meglio preferiva. La Boeing aveva insistito sul fatto che un'attivazione di un inversore non fosse possibile in volo. Nel 1982, la Boeing condusse un test in cui l'aereo volava a 10 000 piedi (3 000 m) rallentando fino a 250 nodi (460 km/h; 290 mph), e solo dopo i piloti collaudatori attivavano l'inversore di spinta. Il controllo dell'aereo non è stato compromesso e la FAA ha accettato i risultati del test.
In base a questi test la Boeing aveva dichiarato il sistema dell'inversore di spinta era sicuro anche se il velivolo viaggiava a 250 kn ad un'altitudine di 10000 ft, in quanto i piloti avrebbero potuto riprendere con sicurezza il volo, ma nel caso del volo Lauda air, come detto prima, quando gli inversori si attivarono – causando da parte dei piloti la perdita di controllo – l'aereo stava viaggiando a una velocità di oltre 500 nodi ad un'altitudine di 24 700 piedi (7 500 m)  durante la salita fino a 30 000 piedi (9 100 m), pertanto ad una velocità di oltre il doppio e un'altitudine di quasi il triplo di quelle testate.
James R. Chiles, autore di Inviting Disaster, disse: "[Il] punto qui non è che un test approfondito avrebbe suggerito ai piloti Thomas J. Welch e Josef Thurner cosa fare: un inversore di spinta che si dispiega in volo potrebbe essere un evento mortale in qualsiasi caso. Un test approfondito avrebbe solo permesso alla FAA e alla Boeing di rendersi conto che il dispiegamento degli inversori di spinta in volo era un evento talmente pericoloso che la Boeing avrebbe dovuto installare un sistema di blocco attivo in grado di impedirlo". Infatti, nelle simulazioni basate sui parametri reali di volo, il controllo dell'aereo non risultò in alcun modo recuperabile senza una complessa azione correttiva sui motori e sui timoni che avrebbe dovuto essere attuata al massimo entro 4–6 secondi dall'attivazione dell'inversore.

## Conseguenze

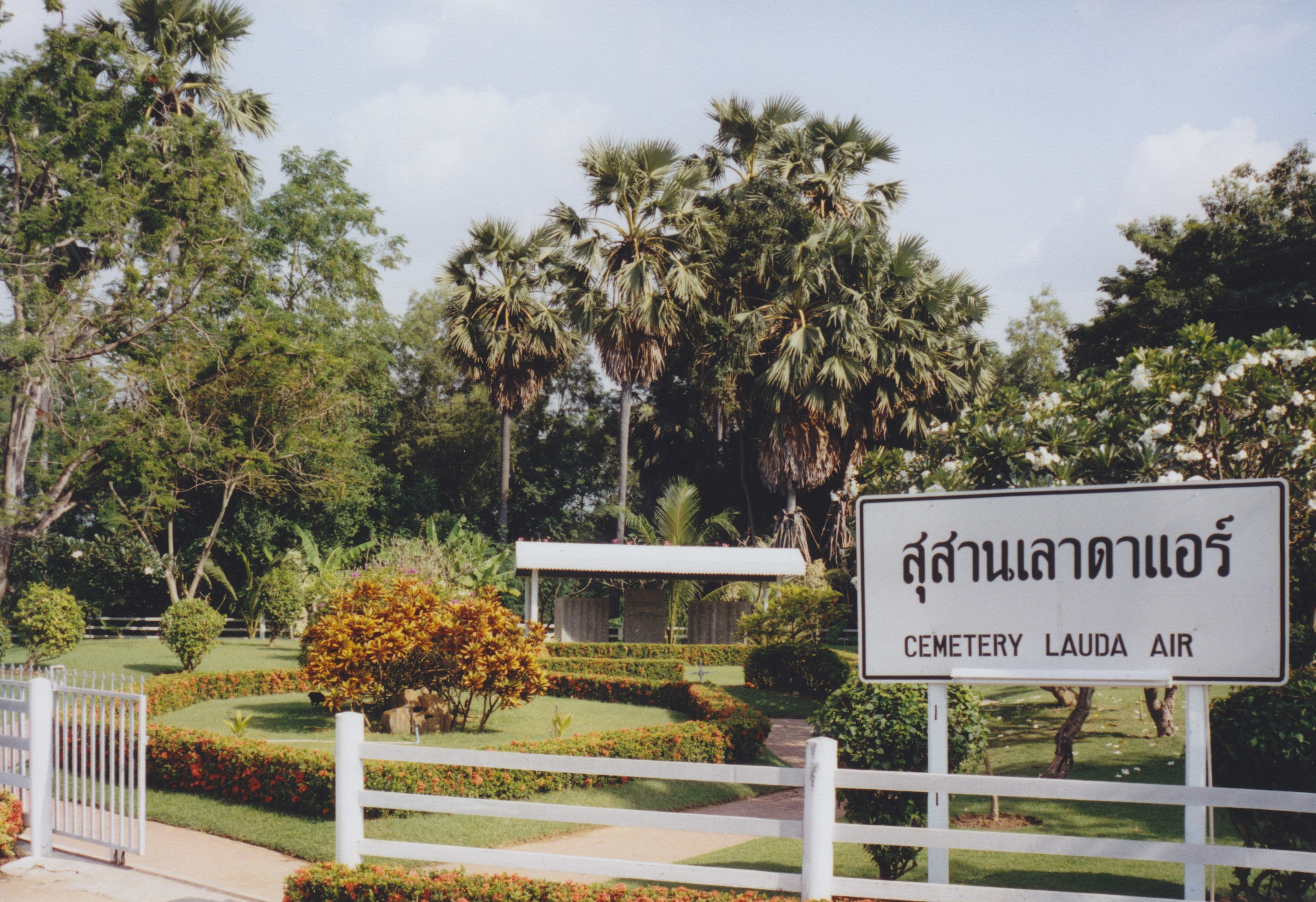
Memoriale del volo 004 vicino a Suphanburi

All'inizio di agosto 1991, la Boeing avvisò le compagnie aeree che oltre 1600 modelli di 737, 747, 757 e 767 montavano sistemi di inversione di spinta simili a quello dell'OE-LAV. Due mesi dopo, alle compagnie aeree fu chiesto di sostituire le valvole potenzialmente difettose, che avrebbero potuto causare l'attivazione dei sistemi d'inversione di spinta in volo.
L'incidente ha indotto la Boeing a riprogettare il sistema di inversione di spinta per prevenire eventi simili aggiungendo blocchi di sincronizzazione, che impediscono l'attivazione degli inversori di spinta quando l'angolo di inclinazione del carrello di atterraggio principale non comprova che è inequivocabilmente adagiato al suolo. Lo scrittore specialista di aviazione Macarthur Job asserì che "se quel Boeing 767 fosse stato di una versione precedente, dotato di motori controllati meccanicamente anziché elettronicamente, allora quell'incidente non sarebbe potuto accadere".
Sul luogo dell'incidente, accessibile ai visitatori del parco nazionale, è stato eretto un santuario per commemorare le vittime. Un altro memoriale e cimitero si trova a Wat Sa Kaeo Srisanpetch, a circa 90 chilometri (56 mi; 49 nmi) di distanza nel distretto di Mueang Suphan Buri.

## Il volo Lauda Air 004 nei media
Il volo Lauda Air 004 è stato analizzato nella puntata Il Boeing di Niki Lauda della quattordicesima stagione del documentario Indagini ad alta quota trasmesso da National Geographic Channel.